# دانیلو روسو
دانیلو روسو (انگلیسی: Danilo Russo؛ زادهٔ ۸ ژوئیهٔ ۱۹۸۷) بازیکن فوتبال اهل ایتالیا است.
از باشگاه‌هایی که در آن بازی کرده‌است می‌توان به باشگاه فوتبال اسپتزیا، ماترا کالچو، باشگاه فوتبال جنوآ، باشگاه فوتبال ویچنزا، باشگاه فوتبال پرو ورچلی، و باشگاه فوتبال یو. اس. پرگولیتزه اشاره کرد.
وی همچنین در تیم‌های ملی فوتبال زیر ۱۷ سال ایتالیا و زیر ۲۰ سال ایتالیا بازی کرده‌است.